# Giessendam
Giessendam est un ancien village et une ancienne commune néerlandais, intégrés dans la ville et la commune de Hardinxveld-Giessendam, dans la province de la Hollande-Méridionale.

## Histoire
Le village de Giessendam s'est développé à partir du XVe siècle, le long de la digue de la Giessen. Vrai village-rue, le village s'est étendu au fil des siècles jusqu'à Hardinxveld. En 1957 ces deux villages et ces deux communes fusionnèrent en une seule unité : Hardinxveld-Giessendam. Le village de Giessen-Oudekerk, également partie de la commune de Giessendam, a été séparé de Giessendam et rattaché à la commune de Giessenburg.